# Oxyopes russulus
Oxyopes russulus är en spindelart som beskrevs av Tamerlan Thorell 1895. Oxyopes russulus ingår i släktet Oxyopes och familjen lospindlar.
Artens utbredningsområde är Myanmar. Inga underarter finns listade i Catalogue of Life.